# Ва-Этханнан

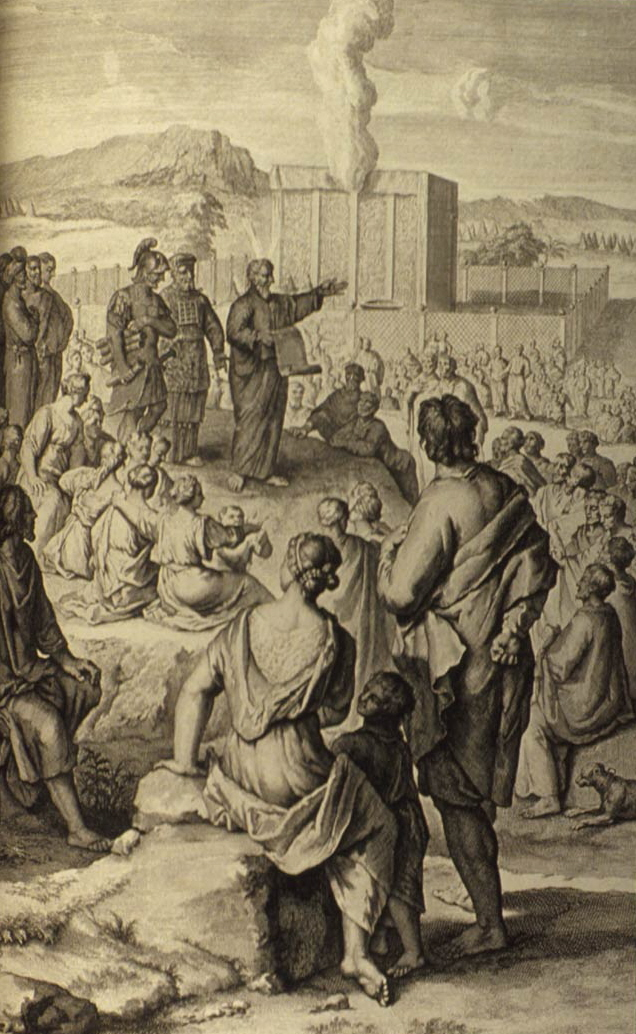
Моше провозглашает законы. Иллюстрация из Библии, 1728 год.

Ва-Этханнан (ивр. וָאֶתְחַנַּן‎) — одна из 54 недельных глав-отрывков, на которые разбит текст Пятикнижия (Хумаша). 45-й раздел Торы, 2-й раздел книги Второзакония.

## Краткое содержание
Моше рассказывает евреям, как он умолял Всевышнего позволить ему войти в Святую Землю, но Бог ему отказал, велев вместо этого взойти на гору и взглянуть на Землю Израиля. Продолжая повторение Торы, Моше говорит об исходе из Египта и о даровании Торы, обозначая их как беспрецедентные события в человеческой истории. Моше предсказывает, что в будущих поколениях народ отвернётся от Бога, станет служить идолам, а затем будет изгнан из своей земли и рассеян среди других народов. Но там они будут искать Бога и вернутся к соблюдению заповедей. Эта глава также включает повторение Десяти заповедей и фрагмент Шма, провозглашающий фундаментальные основы еврейской веры: принцип единства Бога, заповедь любви к Творцу, повеление изучать Тору; а также повязать эти слова в виде тфилин на руку и на голову, записать их в мезузах, укрепляемых на косяках дверей.